# The 2 Tone Story
The 2 Tone Story – dwupłytowy album kompilacyjny wytwórni 2 Tone Records. Został wydany w 1989 roku. Na albumie znalazły się utwory wykonawców związanych z 2 Tone Rec.: The Specials AKA, The Selecter, The Beat, The Bodysnatchers, Madness, Rico Rodrigueza oraz Bad Manners. Wszystkie utwory zmieszczone na tym albumie znalazły się wcześniej na wydawnictwach 2 Tone Rec. Utwory koncertowe pochodzą z albumu Dance Craze (2 Tone Rec. 1982).

## Spis utworów

### Str. A
1. The Selecter  - The Selecter	3:01
2. The Special A.K.A.  - 	Gangsters	2:47
3. Madness  - 	The Prince	2:30
4. The Selecter  - 	On My Radio	3:10
5. The Specials  - 	Rudi, A Message To You	2:54
6. The Beat  - 	Ranking Full Stop	2:49
7. The Bodysnatchers  - 	Ruder Than You	2:49
8. Rico  - That Man Is Forward	3:48

### Str.B
1. The Specials - Blank Expression 2:43
2. The Specials & Rico - Do Nothing 3:40
3. The Specials - International Jet Set 5:00
4. The Specials - Why? 3:03
5. The Specials & Rico - Ghost Town 5:56
6. Rico - Easter Island 4:08

### Str. C
Live Side
1. The Selecter - Too Much Pressure 2:50
2. Bad Manners - Lip Up Fatty 2:57
3. The Specials - Stereotype
4. The Beat - Mirror In The Bathroom 3:19
5. The Selecter - Three Minute Hero 2:49
6. The Specials - Too Much Too Young 2:00
7. Madness - One Step Beyond 3:10

### Str. D
1. Rhoda Dakar & The Special AKA - The Boiler
2. The Special AKA - Racist Friend
3. The Special AKA - War Crimes 	3:59
4. The Special AKA - Nelson Mandela 4:07
5. Rico - Destroy Them 5:35